# King of the Beach (Wavves)
King of the Beach è il terzo album in studio del gruppo rock statunitense Wavves, pubblicato nel 2010.

## Tracce
1. King of the Beach – 2:38
2. Super Soaker – 2:29
3. Idiot – 2:50
4. When Will You Come – 2:35
5. Post Acid – 2:09
6. Take On the World – 2:42
7. Baseball Cards – 3:02
8. Convertible Balloon – 2:23
9. Green Eyes – 3:47
10. Mickey Mouse – 3:53
11. Linus Spacehead – 3:14
12. Baby Say Goodbye – 5:11